# Хитиничи
Хитиничи — деревня в Большедворском сельском поселении Бокситогорского района Ленинградской области.

## История
ХИТИНИЧИ (ХИТИНИЦЫ) — деревня Турлинского общества, прихода села Званы. Река Рыбежка. 

Крестьянских дворов — 6. Строений — 8, в том числе жилых — 6. 

Число жителей по семейным спискам 1879 г.: 17 м. п., 23 ж. п.; по приходским сведениям 1879 г.: 18 м. п., 20 ж. п.

В конце XIX века — начале XX века деревня административно относилась к Большедворской волости 3-го земского участка 1-го стана Тихвинского уезда Новгородской губернии.

ХИТИНИЧИ — деревня Турлинского сельского общества, число дворов — 11, число домов — 12, число жителей: 29 м. п., 41 ж. п.
 
Занятия жителей — земледелие, лесные заработки. Река Рыбежка. Часовня, мельница. 
 
ИВАНОВА ГОРА (ХИТИНИЧИ) — деревня Турлинского сельского общества, число дворов — 3, число домов — 3, число жителей: 7 м. п., 7 ж. п.
 
Занятия жителей — земледелие, лесные заработки, пасека. Река Рыбежка. (1910 год)

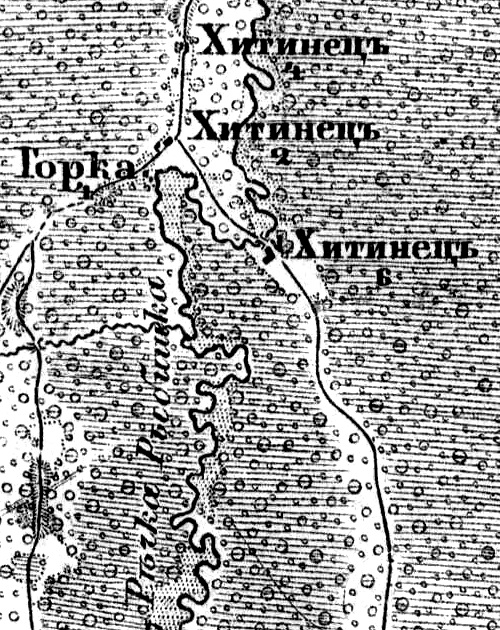
Деревня Хитиничи на карте 1913 года

Согласно карте Новгородской губернии 1913 года, деревня называлась Хитинец, состояла из трёх частей и насчитывала в общей сложности 12 крестьянских дворов.
По данным 1933 года деревня Хитиничи входила в состав Турлинского сельсовета Тихвинского района.
По данным 1966, 1973 и 1990 годов деревня Хитиничи входила в состав Большедворского сельсовета Бокситогорского района.
В 1997 году в деревне Хитиничи Большедворской волости проживали 7 человек, в 2002 году — 12 человек (русские — 92 %). 
В 2007 году в деревне Хитиничи Большедворского СП проживали 5 человек, в 2010 году — 3.

## География
Деревня расположена в северо-западной части района на автодороге 41К-298 (Борки — Хитиничи), к северу от автодороги А114 (Новая Ладога — Вологда).
Расстояние до административного центра поселения — 18 км.
Расстояние до ближайшей железнодорожной станции Большой Двор — 17 км.
Деревня находится на правом берегу реки Рыбежка.

## Демография
| 1997 | 2002 | 2007 | 2010 | 2017 |
| ---- | ---- | ---- | ---- | ---- |
| 7    | ↗12  | ↘5   | ↘3   | ↘2   |